# Краснов, Игорь Викторович
И́горь Ви́кторович Красно́в (род. 24 декабря 1975, Архангельск, СССР) — российский государственный деятель, юрист. Генеральный прокурор Российской Федерации с 22 января 2020 года. Член Совета Безопасности Российской Федерации с 3 февраля 2020 года. Член Совета при Президенте Российской Федерации по противодействию коррупции с 13 февраля 2020 года. Действительный государственный советник юстиции (2020).
С 30 апреля 2016 по 22 января 2020 — заместитель Председателя Следственного комитета Российской Федерации, много лет будучи доверенным лицом А. И. Бастрыкина.
Ранее более известен как старший следователь по особо важным делам при Председателе Следственного комитета России (2011—2016), возглавлявший расследование по уголовным делам о гибели царской семьи Романовых и о хищении денежных средств, выделенных на строительство космодрома «Восточный».
Находится под персональными международными санкциями всех стран ЕС, Великобритании, США, Канады, Австралии, Японии, Украины, Новой Зеландии.

## Биография
Родился 24 декабря 1975 года в Архангельске. Службу начинал следователем в Холмогорском районе Архангельской области.
В 1998 году окончил юридический факультет Поморского государственного университета имени М. В. Ломоносова.

### Служба в следственных органах
В органах прокуратуры с 1997 года. С 2006 года по 2007 год — следователь центрального аппарата Генпрокуратуры. В 2007 году перешёл в Следственный комитет при прокуратуре Российской Федерации.
После образования в 2011 году Следственного комитета Российской Федерации — в центральном аппарате СКР, старший следователь по особо важным делам при председателе Следственного комитета.
Расследовал ряд резонансных уголовных дел, среди которых: деятельность радикальной группировки русских националистов, известной как «БОРН»; убийство Станислава Маркелова и Анастасии Бабуровой (2009), покушение на Чубайса, убийство судьи Московского городского суда Эдуарда Чувашова, убийство чемпиона мира по тайскому боксу Муслима Абдуллаева, убийства «антифашистов» Фёдора Филатова, Ивана Хуторского.
С 2009—2013 частично расследовал дело Банды «амазонок».
28 февраля 2015 года возглавил следственную группу по делу об убийстве Бориса Немцова, но передал дело для расследования генерал-майору Николаю Тутевичу в связи с назначением на вышестоящую должность. Возглавлял следственную группу, расследовавшую преступление, совершённое «белгородским стрелком» Сергеем Помазуном.
Вёл расследование дела экс-полковника МВД Дмитрия Захарченко. С сентября 2014 года по март 2015 года расследовал хищения денежных средств, выделенных на строительство космодрома «Восточный».
В 2015 году Игорь Краснов возглавлял следственную группу и производство по уголовному делу о гибели царской семьи, производство по которому СК возобновил в 2015 году. В 2015—2016 годах и. о. руководителя Главного управления по расследованию особо важных дел СК России.
30 апреля 2016 года назначен заместителем председателя Следственного комитета Российской Федерации.

### Генеральный прокурор Российской Федерации
20 января 2020 года Президент России предложил кандидатуру Краснова на пост Генерального прокурора Российской Федерации. Постановление о назначении Совет Федерации принял на заседании 22 января 2020 года, при этом президент Российской Федерации освободил его от должности заместителя Председателя Следственного комитета России.
3 февраля 2020 года присвоен высший классный чин в органах прокуратуры — действительный государственный советник юстиции. В тот же день введён в состав Совета Безопасности Российской Федерации.
С 2021 года включён в санкционный список Евросоюза, США и Канады из-за дела об отравлении Алексея Навального, так как несёт ответственность за действия Генпрокуратуры по масштабным задержаниям граждан во время массовых протестов в городах РФ в 2021 году, по замене условного срока на реальный по делу «Ив Роше» и по закрытию доступа к ресурсам региональных штабов Алексея Навального.
В марте 2021 года президент РФ поддержал предложение Игоря Краснова о передаче от министерства юстиции функции представительства интересов России в Европейском суде по правам человека и других международных и иностранных судах Генеральной прокуратуре Российской Федерации.
8 ноября 2021 года Игорь Краснов подал иск в Верховный суд Российской Федерации с целью ликвидации Международной общественной организации «Международное историко-просветительское, благотворительное и правозащитное общество „Мемориал“».
22 января 2025 года президент России продлил полномочия Краснова на посту Генерального прокурора Российской Федерации.

## Международные санкции
С 2 марта 2021 года находится под санкциями всех стран Европейского союза так как «он несёт ответственность за серьёзные нарушения прав человека, включая произвольные задержания участников акций протеста, а также за широкомасштабные и систематические подавления свободы мирных собраний и объединений, свободы мнений и их выражения».
С 24 мая 2022 года находится под санкциями Великобритании. С 2 марта 2021 года находится под санкциями Соединённых Штатов Америки. С 21 марта 2021 года находится под санкциями Канады. С 30 сентября 2022 года находится под санкциями Австралии. С 3 марта 2022 года находится под санкциями Японии.
Указом президента Украины Владимира Зеленского от 7 сентября 2022 находится под санкциями Украины. С 28 сентября 2022 года находится под санкциями Новой Зеландии.

## Личная жизнь
Игорь Краснов ведёт непубличный образ жизни. Семейный статус достоверно неизвестен. Есть дочь, которая, согласно официальной декларации, владеет половиной квартиры в Москве (вторая половина принадлежит самому Игорю Краснову). Согласно данным «Открытых медиа», квартира стоимостью 59 млн рублей получена от Управления делами президента Российской Федерации в 2017 году, однако вскоре исчезла из его декларации, а сама квартира в выписке из ЕГРН стала принадлежать «Российской Федерации», то есть была засекречена. Также, согласно декларации о доходах, пользуется дачей в Подмосковье.

## Награды

### Государственные награды
- Орден Александра Невского (2021)
- Медаль ордена «За заслуги перед Отечеством» II степени (3 декабря 2011) — за заслуги в укреплении законности, защите прав и законных интересов граждан и многолетнюю добросовестную работу[34]
- Почётная грамота Президента Российской Федерации (25 сентября 2014) — за активную законотворческую деятельность, заслуги в укреплении законности, защите прав и интересов граждан, многолетнюю добросовестную работу[35]

### Ведомственные награды
- Медаль «Доблесть и отвага» (Следственный комитет при прокуратуре Российской Федерации)
- Медаль «За заслуги» (Следственный комитет при прокуратуре Российской Федерации)
- Медаль «За безупречную службу» 2 степени (Следственный комитет при прокуратуре Российской Федерации) (2012)
- Медаль «300 лет первой следственной канцелярии России» (Следственный комитет Российской Федерации) (2013)
- Медаль «290 лет прокуратуре России» (Прокуратура Российской Федерации) (2012)

### Иностранные награды
- Нагрудный знак Хо Ши Мина (2022)[36]

### Конфессиональные награды
- Орден Святого благоверного великого князя Александра Невского II степени (2023 год, (Русская православная церковь))[37]

## Звания и классные чины
- Юрист 3 класса (1997)
- Юрист 2 класса (1999)
- Юрист 1 класса (2001)
- Младший советник юстиции (2004)
- Советник юстиции (2006)
- Старший советник юстиции (2010)
- Полковник юстиции (2011)
- Генерал-майор юстиции (14 июня 2012)[38]
- Генерал-лейтенант юстиции (10 июня 2017)[39]
- Действительный государственный советник юстиции (3 февраля 2020)[40]